# Cucurbitaria rhododendri
Cucurbitaria rhododendri är en svampart som beskrevs av Niessl 1872. Cucurbitaria rhododendri ingår i släktet Cucurbitaria och familjen Cucurbitariaceae.   Inga underarter finns listade i Catalogue of Life.